# Nesophontes micrus
A Nesophontes micrus az emlősök (Mammalia) osztályának Eulipotyphla rendjébe, ezen belül a kihalt karibicickány-félék (Nesophontidae) családjába tartozó faj.

## Rendszertani eltérések
Egyes rendszerezők szerint a Nesophontes micrus szinonimái a Nesophontes longirostris, a Nesophontes submicrus és a Nesophontes superstes, taxonok melyek szintén kubai elterjedésűek voltak.

## Előfordulása
Ez az állat Kuba nyugati végén, Haitin és a Pines-szigeten volt honos.
Maradványait patkányok (Rattus) és egerek (Mus) maradványaival együtt találták meg, tehát tudjuk, hogy az állat még létezett amikor az európaiak megérkeztek ezekre a szigetekre.

## Életmódja
A Nesophontes micrus valószínűleg, mind a többi karibicickány-féle éjszaka, az avarban mozgott és rovarokkal, valamint egyéb gerinctelenekkel táplálkozott.